# Comuna Mala Nehvoroșcea, Mașivka
Mala Nehvoroșcea (în ucraineană Мала Нехвороща) este o comună în raionul Mașivka, regiunea Poltava, Ucraina, formată din satele Mala Nehvoroșcea (reședința) și Svîstunivka.

## Demografie
Componența lingvistică a comunei Mala Nehvoroșcea
     Ucraineană (95,89%)
     Rusă (2,53%)
     Română (1,27%)
     Alte limbi (0,32%)
Conform recensământului din 2001, majoritatea populației comunei Mala Nehvoroșcea era vorbitoare de ucraineană (95,89%), existând în minoritate și vorbitori de rusă (2,53%) și română (1,27%).